# Jacques Fayet
 (juillet 2016).
Si vous disposez d'ouvrages ou d'articles de référence ou si vous connaissez des sites web de qualité traitant du thème abordé ici, merci de compléter l'article en donnant les références utiles à sa vérifiabilité et en les liant à la section « Notes et références ».
Jacques Voegele dit Jacques Fayet, né le 11 juin 1931 à Levallois-Perret (Hauts-de-Seine) et mort le 14 février 2009 à Arles, est un acteur français.

## Filmographie
- 1953 : Avant le déluge de André Cayatte - Richard Dutoit
- 1954 : Les Fruits de l'été de Raymond Bernard
- 1954 : Napoléon de Sacha Guitry
- 1955 : Lola Montès de Max Ophüls - Le steward
- 1955 : Voici le temps des assassins de Julien Duvivier - Le copain de Gérard
- 1956 : Les Lumières du soir de Robert Vernay
- 1956 : La Famille Anodin de Marcel Bluwal (série télévisé) : Jean-Lou Anodin
- 1959 : Quai du point du jour de Jean Faurez
- 1961 : Un cheval pour deux de Jean-Marc Thibault